# سیارک ۱۱۷۶
سیارک ۱۱۷۶ (به انگلیسی: ‎1176 Lucidor، نامگذاری:1930VE) هزار و صد و هفتاد و ششمین سیارک کشف شده‌است که در ۱۵ نوامبر ۱۹۳۰ کشف شد.
قدر مطلق سیارک برابر ۱۰٫۹۰ است.